# تفشيات وباء الكوليرا

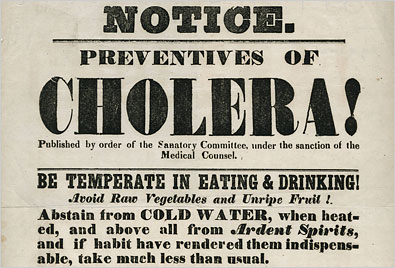
نشرة طبية من مجلس مدينة نيويورك للصحة عام 1832 تظهر تدابير الصحة العامة البدائية وعدم فهم الأمراض وعواملها المسببة الفعلية.

على الرغم من معرفة الكثير عن الآليات الكامنة وراء انتشار الكوليرا، إلا أن هذا لم يؤدِ إلى الفهم الكامل لتفشي الكوليرا في بعض الأماكن دونًا عن غيرها. يسهل نقص معالجة البراز البشري وعدم معالجة مياه الشرب انتشار تلك الأوبئة. وُجد أن الجثث التي تُلقى في المياه تعتبر بمثابة مستودع طبيعي للوباء، كما يمكن للمأكولات البحرية الت تُشحن لمسافات طويلة أن تنشر المرض. لم تظهر حالات الإصابة بالكوليرا في الأمريكتين معظم فترة القرن العشرين في مدينة نيويورك. وظهرت مرة أخرى في منطقة البحر الكاريبي قرب نهاية هذا القرن، ويبدو من المرجح أن تستمر في الانتشار.
تُفدر الوفيات في الهند في الفترة الزمنية بين 1817 و 1860، في الأوبئة الثلاثة الأولى من القرن التاسع عشر، بأكثر من 15 مليون شخص. كما تُوفي 23 مليون آخرين بين عامي 1865 و1917، خلال الأوبئة الثلاثة التالية. وقد تجاوزت حالات وفاة الكوليرا في الإمبراطورية الروسية خلال فترة زمنية مماثلة مليوني شخص.

## الأوبئة

### الوباء الأول، 1816-26
بدأ وباء الكوليرا الأول، على الرغم من تقييد انتشاره سابقًا، في البنغال، ثم انتشر في الهند (الهند) بحلول عام 1820. وتوفي مئات الآلاف من الهنود وعشرة آلاف جندي بريطاني خلال هذا الوباء. ثم امتد تفشي الكوليرا إلى الصين واندونيسيا حيث توفي أكثر من 100 الف شخص في جزيرة جاوة وبحر قزوين في أوروبا قبل ان ينحسر.

### الوباء الثاني، 1829-51
وصل وباء الكوليرا الثاني إلى روسيا والمجر (متسببًا في حوالي 100,000 حالة وفاة) وألمانيا في عام 1831؛ وقتل 130,000 شخص في مصر في ذلك العام. في عام 1832 وصل الوباء إلى لندن والمملكة المتحدة (حيث مات أكثر من 55,000 شخص) وباريس. وفي لندن، أصاب المرض 6366 شخص، وأصبح يعرف باسم «الكوليرا الملك». في باريس، تُوفي 000 20 شخص (من بين 000 650 نسمة)، وبلغ مجموع الوفيات في فرنسا 000 100 حالة وفاة. وصل الوباء إلى كيبك، وأونتاريو، ونوفا سكوشا ونيويورك في نفس العام، ووصل إلى ساحل المحيط الهادئ لأمريكا الشمالية بحلول عام 1834. كان الوباء ينتشر عبر المدن المرتبطة ببعضها البعض عن طريق مواصلات الأنهار والبواخر. وقد أصابت الكوليرا سكان المكسيك بين عامي 1833 و 1850، مما دفع المسؤولين إلى فرض الحجر الصحي لبعض السكان وتبخير المباني، وخاصة في المراكز الحضرية الكبرى. ولكن مع كل هذا، كانت الأوبئة كارثية بشكل كبير.
لقي أكثر من 15,000 شخصًا مصرعهم بسبب الكوليرا في مكة المكرمة في عام 1846. وبدأ الوباء يتفشي لمدة عامين في إنجلترا وويلز في عام 1848، مما أدَى إلى وفاة 52,000 شخص.
في عام 1849، وقع تفشي رئيسي آخر في باريس. واعتبر هذا أسوأ تفشي في تاريخ مدينة لندن، مما أدى إلى مقتل 14,137، أي أكثر من ضعف عدد حالات تفشي عام 1832. ضرب وباء الكوليرا جزيرة أيرلندا في عام 1849 وقتل العديد من الناجين من المجاعة الايرلندية، مما أنهك المدينة بالفعل بسبب المجاعة والحمى. في عام 1849، أودت الكوليرا بحياة 5308 شخصًا في مدينة ليفربول، بانجلترا التي كانت تعتبر نقطة تجمع للمهاجرين إلى أمريكا الشمالية، كما أودت بحياة 1,834 شخص في مدينة كينغستون أبون هال بإنجلترا.
أودى تفشي وباء الكوليرا في أمريكا الشمالية بحياة الرئيس الأمريكي السابق جيمس بوك. وانتشر وباء الكوليرا، الذي يُعتقد انتشاره من السفن لأيرلندية المهاجرة من إنجلترا، في جميع أنحاء نهر المسيسيبي، مما أسفر عن مقتل أكثر من 4500 في سانت لويس (ميزوري) وأكثر من 3000 شخص في نيو أورلينز (لويزيانا). كما تُوفي الآلاف في مدينة نيويورك، التي تُعتبر وجهة رئيسية للمهاجرين الأيرلنديين. كما أودت الكوليرا بحياة 200,000 شخص في المكسيك.
في تلك السنة، انتشرت الكوليرا على طول كاليفورنيا، ومورمون ومسلك أوريغون إذ يُعتقد أنها كانت السبب في وفاة 6,000 إلى 12,000 شخص كانوا في طريقهم إلى حمى الذهب في كاليفورنيا، يوتا وأوريغون في سنوات أوبئة الكوليرا 1849-1855. [6] ويُعتقد أن أكثر من 150 ألف أمريكى لقوا حتفهم خلال هذين الوبائين بين عامي 1832 و 1849.
في عام 1851، نقلت سفينة قادمة من كوبا المرض إلى كناريا الكبرى. ويعتقد أن هذا كان السبب في وفاة أكثر من 6000 شخص في الجزيرة خلال فصل الصيف، من أصل 58,000 نسمة.
وخلال هذا الوباء، تباينت الأوساط العلمية في معتقداتها بشأن أسباب الكوليرا. اعتقد الأطباء في فرنسا أن الكوليرا ترتبط بفقر مجتمعات معينة أو بيئة فقيرة. بينما اعتقد الروس أن هذا المرض معدي، على الرغم من أن الأطباء لم يفهموا كيفية انتشاره. وأعربت الولايات المتحدة عن اعتقادها بأن الكوليرا جلبها المهاجرين الجدد، وتحديدًا الأيرلنديين، ورجح علماء الأوبئة أنهم كانوا يحملون المرض من الموانئ البريطانية. وأخيرًا، اعتقد بعض البريطانيين أن المرض قد يرتفع من التدخل الإلهي.

### الوباء الثالث 1852–1860
أثر وباء الكوليرا الثالث بشكل رئيسي على روسيا، حيث قتل أكثر من مليون شخص. وفي عام 1852، انتشرت الكوليرا شرقًا إلى إندونيسيا، ثم انتقلت إلى الصين واليابان في عام 1854. وقد أصابت الفلبين في عام 1858 وكوريا في عام 1859. وفي عام 1859، ساهم تفشي الوباء في البنغال في انتقال العدوى بواسطة المسافرين والقوات العسكرية إلى إيران والعراق وشبه الجزيرة العربية وروسيا. وتعرضت اليابان لسبعة تفشيات على الأقل من وباء الكوليرا بين عامي 1858 و 1902. وتُوفي ما بين 100000 و 200,000 شخص بسبب الكوليرا في طوكيو في تفشي الوباء بين عامي 1858-60.
1854: تسبب تفشي الكوليرا في شيكاغو في مصرع 5.5٪ من السكان (حوالي 3500 شخص). وبين عامي 1853-185، أودى وباء لندن بحياة 10.739 شخص. وانتهى تفشي سوهو في لندن بعد أن اكتشف الطبيب جون سنو أن مضخة الحي هي المسؤولة عن هذا الوباء وأقنع المسؤولين بإزالة مقبضه. أثبتت دراسته تلك أن المياه الملوثة كانت العامل الرئيسي في انتشار الكوليرا، على الرغم من عدم تحديده للملوثات. وقد استغرق الأمر وقتًا طويلًا لكي يتم تصديق هذه الرسالة ويتم اعتمادها. في إسبانيا، توفي أكثر من 236,000 بسبب الكوليرا في وباء 1854-1855. وصل المرض إلى أمريكا الجنوبية بين عامي 1854 و1855، مع وقوع ضحايا في فنزويلا والبرازيل. وخلال الجائحة الثالثة، كانتشر الوباء إلى تونس، التي لم تتأثر بالأوبئة السابقة، وكان يُعتقد أن الأوروبيين هم من جلبوا المرض، بينا أُلقي اللوم على ممارسات الصرف الصحي. وقد بدأ بعض علماء الولايات المتحدة يعتقدون أن الكوليرا ترتبط بشكل أو بآخر بالأمركيين من أصل أفريقي، لأن المرض كان سائدًا في الجنوب في مناطق السكان السود. ويشير الباحثون الحاليون إلى أن سكان تلك المناطق لم يحصلوا على خدمات كافية من حيث البنية التحتية للصرف الصحي، والرعاية الصحية، وكانوا يعيشون بالقرب من الممرات المائية التي تحمل المسافرين والسفن التي تنقل المرض.

### الوباء الرابع، 1863–1875

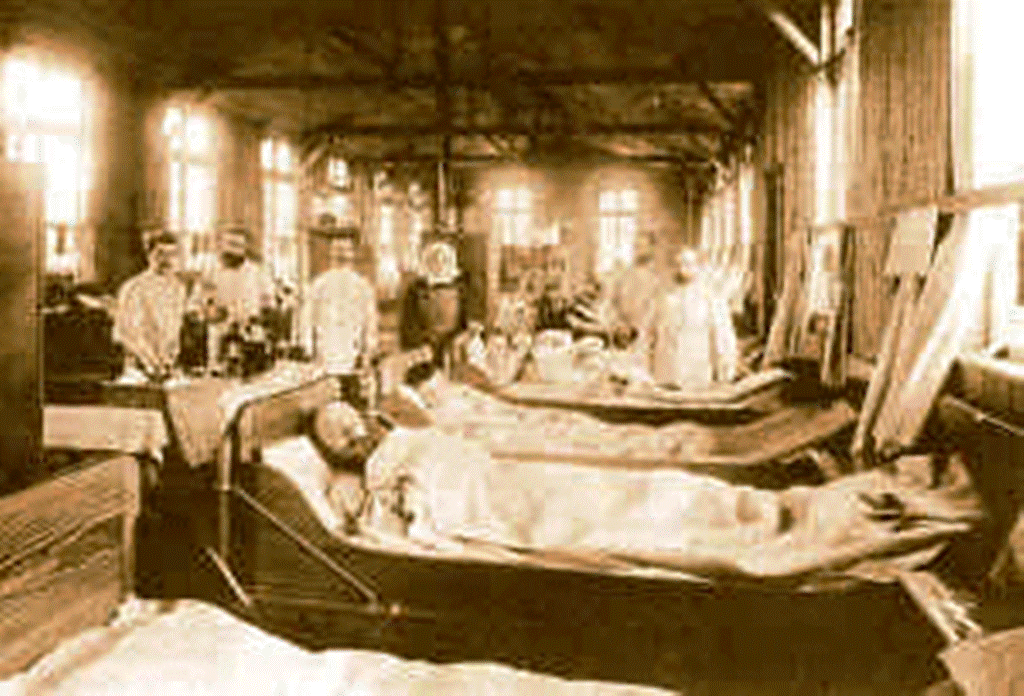
تفشي الكوليرا في هامبورغ عام 1892 وجناح المستشفى

بدأ وباء الكوليرا الرابع في دلتا نهر الغانج من البنغال وسافر مع الحجاج المسلمين إلى مكة المكرمة. في السنة الأولى، أودى الوباء بحياة 30,000 شخص من أصل 90,000 حاج بمكة. وانتشرت الكوليرا في جميع أنحاء الشرق الأوسط وانتقلت إلى روسيا وأوروبا وأفريقيا وأمريكا الشمالية، في كل مدينة من تلك المدن كان الوباء ينتشر من الميناء وعلى طول الممرات المائية الداخلية.
وصل الوباء إلى شمال أفريقيا في عام 1865 وانتشر إلى أفريقيا جنوب الصحراء الكبرى، مما أسفر عن مقتل 70,000 في زنجبار بين عامي 1869-1870. أودت الكوليرا بحياة 90,000 شخص في روسيا في عام 1866. ويُقدر أن وباء الكوليرا الذي انتشر مع الحرب النمساوية البروسية (عام 1866) قد أودى بحياة 165,000 شخص في الإمبراطورية النمساوية، بما في ذلك 30,000 ضحية في كل من المجر وبلجيكا و 20,000 ضحية في هولندا.

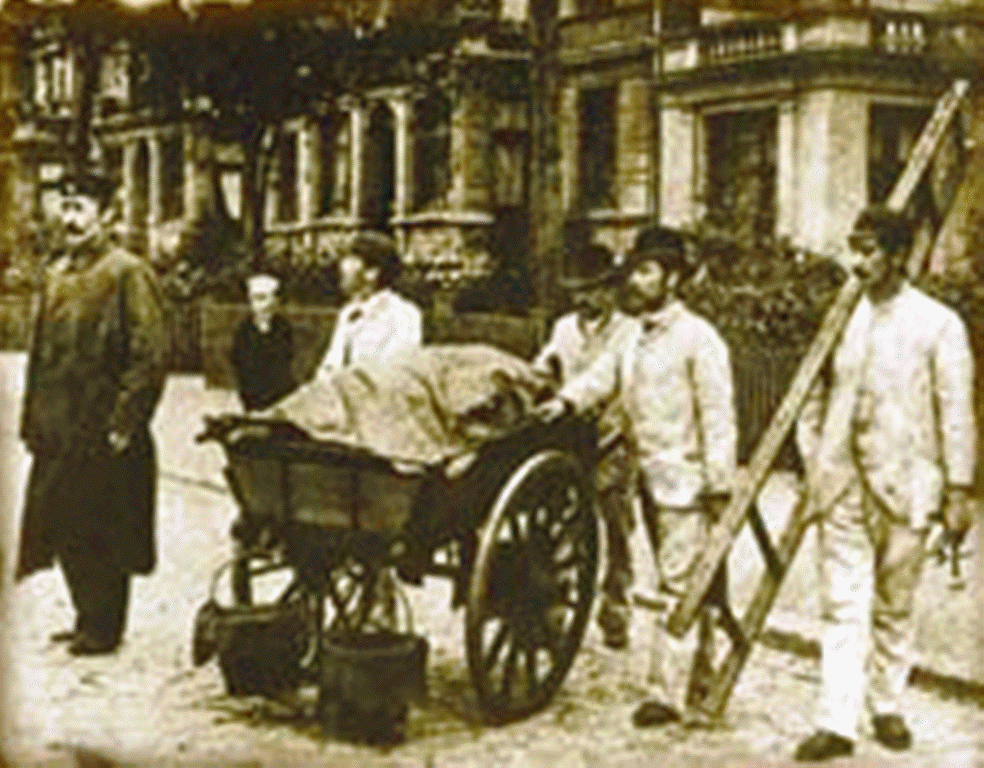
تفشي الكوليرا في هامبورغ عام 1892 وفريق التطهير

في لندن في يونيو 1866، أودى الوباء المحلي في إيست إند بحياة 5966 شخص، حينما كانت المدينة تستكمل بناء شبكات الصرف الصحي ومعالجة مياه الشرب. والذي لم يكن مكتملًا تمامًا. حدد عالم الأوبئة ويليام فار شركة مياه شرق لندن بأنها مصدر التلوث. استند فار في دعواه إلى العمل السابق لجون سنو وآخرون كانوا يشيرون إلى مياه الشرب الملوثة كسبب محتمل في تفشي وباء الكوليرا عام 1854. وقد حالت الإجراءات السريعة دون وقوع مزيد من الوفيات. وفي العام نفسه، تسبب استخدام مياه القناة الملوثة في أعمال المياه المحلية في تفشٍ طفيف في استاليفيرا في جنوب ويلز. وكان العمال العاملون بالشركة وأسرهم أكثر المتضررين، إذ تُوفي 119 شخصًا منهم.
وفي عام 1867، فقدت إيطاليا 000 113 شخص، وتُوفي 000 80 شخص بسبب المرض في الجزائر. وقد أدت التفشيات في أمريكا الشمالية في سبعينيات القرن التاسع عشر إلى مقتل نحو 50 ألف أميركي بسبب انتشار الكوليرا من نيو أورليانز على طول نهر المسيسيبي وإلى الموانئ على روافدها.

### الوباء الخامس، 1881–1896
أدى الوباء الخامس للكوليرا، بحسب الدكتور أ. ج. وال، بين عامي 1883-1887 فقط من فترة الوباء إلى وفاة 250,000 شخص في أوروبا و 50,000 شخص على الأقل في الأمريكتين. أدت الكوليرا إلى وفاة 267,890 شخص في روسيا (في عام 1892)، و120،000 شخص في إسبانيا، و90،000 شخص في اليابان وأكثر من 60,000 شخص في إيران. في مصر، أودت الكوليرا بحياة أكثر من 58,000 شخص. تسبب تفشي 1892 في هامبورغ في وفاة 8600 شخص. وعلى الرغم من أن حكومة المدينة أعلنت مسؤوليتها عن التصدي للوباء، إلا أن هذا لم يغير من حدة الأمر إلى حدٍ كبير. وكان هذا آخر تفشٍ خطير للكوليرا في أوروبا، حيث حسّنت المدن من شبكات الصرف الصحي والمياه.

### الوباء السادس، 1899–1923
- لم يكن لوباء الكوليرا السادس تأثير يذكر في أوروبا الغربية بسبب التقدم في الصحة العامة، بينما تأثرت المدن الروسية الكبرى والدولة العثمانية بشكل كبير من وفيات الكوليرا. توفي أكثر من 500,000 شخص بسبب الكوليرا في روسيا من 1900 إلى 1925، والذي كان أيضًا وقت الاضطراب الاجتماعي بسبب الثورة والحرب.[32]
- أودى وباء الكوليرا بين عامي 1902-1904 بحياة 200,000 شخص في الفلبين[33] بما في ذلك بطلهم الثوري ورئيس الوزراء الأول أبوليناريو مابيني. اندلع وباء الكوليرا 27 مرة خلال الحج في مكة المكرمة من القرن 19 إلى عام 1930.[32] قتلت الجائحة السادسة أكثر من 800,000 شخص في الهند.
- كان آخر تفشي لوباء الكوليرا في الولايات المتحدة بين عامي 1910-1911، عندما جلبت باخرة مولتك المصابين من نابولي إلى مدينة نيويورك. وقامت السلطات الصحية اليقظة بعزل المصابين في الحجر الصحى في جزيرة سوينبرن. وقد توفي أحد عشر شخصًا، من بينهم عامل الرعاية الصحية في المستشفى في الجزيرة.[34][35][36]
- في هذه الفترة الزمنية، ولأن المهاجرين والمسافرين في كثير من الأحيان كانوا يحملون الكوليرا من المناطق المصابة، أصبح المرض يرتبط بالغرباء في كل مجتمع. اتُهم الإيطاليون اليهود والغجر، والبريطانيين الذين كانوا في الهند اتهموا «المواطنين القذرين»، ورأى الأمريكيون أن المشكلة قادمة من الفلبين.[37]

### الوباء السابع، 1961–1975
بدأ وباء الكوليرا السابع في إندونيسيا، وسُمي بوباء كوليرا الطور على اسم سلالة الفيروس، ووصل إلى باكستان الشرقية وبنغلاديش في عام 1963، ثم وصل إلى الهند في عام 1964، والاتحاد السوفيتي في عام 1966. ثم انتشر الوباء من شمال أفريقيا، إلأى إيطاليا بحلول عام 1973. في أواخر سبعينيات القرن الماضي، كان هناك تفشٍ صغير في اليابان وجنوب المحيط الهادئ. وجاءت أيضًا العديد من التقارير عن تفشي وباء الكوليرا بالقرب من باكو في عام 1972، ولكن منع الاتحاد السوفيتي نشر المعلومات عن هذا الموضوعز في عام 1970، اندلع تفشي الكوليرا منطقة ساغمالكلار في اسطنبول، في إحدى الأحياء الفقيرة، مما أدى إلى مقتل أكثر من 50 شخصًا. في نهاية المطاف أدى الحادث إلى إعادة تسمية المنطقة إلى اسمها الحالي منطقةبيرم باشا من قبل السلطات التي تعرضت لانتقادات قاسية.كما تم الإبلاغ عن حالات قليلة في القدس في أغسطس عام 1970.

## التفشيات الملحوظة (1991–2009)
يناير 1991 - سبتمبر 1994: بدأ الوباء في أمريكا الجنوبية، عندما بدأت سفينة صينية في تصريف مياه الصابورة. بدأ الوباء في بيرو، أُصيب حوالي 1.04 مليون شخص وتُوفي حوالي 10,000 شخص. وكان العامل المسبب هو O1، لسلالة الطور، مع وجود اختلافات صغيرة عن سلالة الجائحة السابعة. في عام 1992 ظهرت سلالة جديدة في آسيا، غير O1، سلالا غير قابلة للتلوث، وسُميت باسم سلالة O139 البنغال. وقد تم تحديدها لأول مرة في تاميل نادو بالهند، وانتشرت لفترة من الوقت عن سلالة الطور في جنوب آسيا. وانخفضت في الانتشار من عام 1995 إلى حوالي 10٪ من جميع الحالات. وتُعتبر تلك السلالة سلالة وسيطة بين سلالة الطور والسلالة الكلاسيكية. حذرالعلماء من وجود أدلة على مقاومة واسعة الطيف من قبل بكتيريا الكوليرا للأدوية مثل تريميثوبريم، وسلفاميثوكسازول وستربتوميسين.
يُذكر أن تفشى المرض في جوما بجمهورية الكونغو الديمقراطية في يوليو عام 1994 أدى إلى مصرع 12 ألف شخص حتى منتصف أغسطس. وخلال الفترة الأسوأ، ُقدّر أن ما يقرب من 000 3 شخص ماتوا يوميًا من الكوليرا.
تم العثور على سلالة مستمرة من ساحل الخليج الكوليرا، 01، في المياه المالحة للأهوار في لويزيانا وتكساس في الولايات المتحدة، مما أدى إلى حالة انتقال محتملة عن طريق شحنات المأكولات البحرية من تلك المناطق إلى الأجزاء الأخرى من البلاد. ونصح الأطباء بالتفكير في الكوليرا عند تقييم الأعراض للأشخاص الذين لم يسافروا. كما أُصيب بعض الأشخاص في الجنوب ولكن لم تحدث حالات تفشي بسبب وجود نظم صحية جيدة وأنظمة إنذار. وقد لوحظ حدوث حالات أكثر من الإصابة بسلالة الطور في غضون عامين من وباء أمريكا اللاتينية، مقارنةً ب 20 عامًا من الحالات التي تسببت بها سلالة ساحل الخليج.
- وفي عام 2000، أبلغت منظمة الصحة العالمية رسميًا بحدوث حوالي 000 140 حالة من حالات الكوليرا. وشكلت بلدان أفريقيا 87٪ من تلك الحالات.[42]
- في تموز / يوليو - كانون الأول / ديسمبر 2007: أدى نقص مياه الشرب النظيفة في العراق (العراق) إلى تفشي الكوليرا.[43][44] وحتى 2 ديسمبر / كانون الأول 2007، أبلغت الأمم المتحدة عن 22 حالة وفاة و 4569 حالة مؤكدة مختبريًا.[45]
- في أغسطس 2007: بدأ وباء الكوليرا في أوديشا بالهند. وقد أثر هذا التفشي على أحياء راياجادا وكورابوت وكالاهاندي، حيث تم إدخال أكثر من 2000 شخص إلى المستشفيات.[46]
- بين مارس - أبريل 2008: تم نقل 2,490 شخصًا من 20 مقاطعة في جميع أنحاء فيتنام إلى المستشفى بسبب الإسهال الحاد. ومن بين المرضى الذين تم نقلهم إلى المستشفيات، كان هناك 377 مريضًا مصابين بفيروس الكوليرا.[47]
- بين آب / أغسطس - تشرين الأول / أكتوبر 2008: حتى 29 تشرين الأول / أكتوبر 2008، تم التحقق من ما مجموعه 644 حالة من حالات الكوليرا المؤكدة مختبريًا، بما في ذلك 8 حالات وفاة، في العراق (العراق).[48]
- في تشرين الثاني / نوفمبر 2008: أعلنت منظمة أطباء بلا حدود عن تفشي وباء الكوليرا في مخيم للاجئين في غوما في شرق جمهورية الكونغو الديمقراطية.[49] وأُفيد بأن حوالي 45 حالة عولجت بين 7 و 9 نوفمبر / تشرين الثاني
- في كانون الثاني / يناير 2009: أكدت مقاطعة مبومالانجا في جنوب أفريقيا حدوث أكثر من 381 حالة جديدة من الكوليرا، ليصل العدد الإجمالي للحالات التي تمت معالجتها منذ نوفمبر / تشرين الثاني 2008 إلى 2276. وتوفي تسعة عشر شخصا في الإقليم منذ اندلاع المرض.[50]
- في أغسطس 2008 - أبريل 2009: في تفشي الكوليرا في زيمبابوي عام 2008، الذي استمر حتى عام 2009، كان هناك ما يقدر بحوالي 96,591 شخص مصاب في البلاد بالكوليرا، وبحلول 16 أبريل 2009، تم الإبلاغ عن 4,201 حالة وفاة.[51][52] وجاء وفقًا لمنظمة الصحة العالمية، خلال الأسبوع من 22-28 مارس 2009، انخفضت «نسبة الوفيات الخام» من 4.2٪ إلى 3.7٪.[51] وأوردت التحديثات اليومية للفترة بين 29 مارس 2009 إلى 7 أبريل 2009، قائمة 1748 حالة مُصابة و 64 حالة وفاة، بنسبة وفيات خام أسبوعية تُقدر بحوالي 3.66٪.[53] وفي تلك للفترة من 8 نيسان / أبريل إلى 16 نيسان / أبريل جاءت قائمة بإصابة 1375 حالة جديدة و 62 حالة وفاة (ونتيجة لذلك ارتفعت نسبة الوفيات الخام 4.5٪).[54] وظلت نسبة الوفيات الخام 4.7٪ في معظم يناير / كانون الثاني وأوائل فبراير / شباط 2009.[55]

## تفشيات ملحوظة (2010–الوقت الحاضر)
- أغسطس 2010: بلغت حالات الإصابة بالكوليرا في نيجيريا أبعادًا وبائية بعد تأكيد واسع النطاق لتفشي المرض في 12 ولاية من ولاياتها ال 36. تم الإبلاغ عن 6400 حالة مع 352 حالة وفاة. وألقت وزارة الصحة باللوم على تفشي الأمطار الموسمية وسوء الصرف الصحي.[56]
- أكتوبر 2010 وحتى الوقت الحاضر، هايتي وجمهورية الدومينيكان: في أواخر أكتوبر 2010، تم الإبلاغ عن تفشي الكوليرا في هايتي.[57] وحتى 16 نوفمبر / تشرين الثاني، أبلغت وزارة الصحة الهايتية عن عدد القتلى الذين بلغ عددهم 1,034، حيث بلغ عدد حالات الإصابة بأعراض الكوليرا أكثر من 16,700.[58] ووجهت اللوم إلى تفشي المرض في معسكر قوات حفظ السلام النيبالية التابع للأمم المتحدة، وهو ما اعترضت عليه الأمم المتحدة بعد ذلك.[59] بدأ تفشي المرض على نهر أرتيبونيت العلوي؛[60] وقد تعرض السكان لأول مرة للمرض من هذا النهر.[61] وبالإضافة إلى ذلك، يعتقد بعض العلماء أن الإعصار والظروف الجوية في هايتي أدت إلى تفاقم عواقب تفشي الوباء، وأتاحت نظم الصرف الصحي المتضررة انتشارها.[60] وبحلول تشرين الثاني / نوفمبر 2010، انتشر المرض في جمهورية الدومينيكان المجاورة. واعتبارًا من أغسطس / آب 2016، أدى الوباء رسميًا إلى إصابة 790000 شخص على الأقل وقتل أكثر من 9000 شخص في هايتي،[62] ولكن الأرقام الحقيقية قد تكون أعلى من تلك الأرقام بكثير.[63][64] في جمهورية الدومينيكان المجاورة، كان هناك ما لا يقل عن 32,000 حالة مشتبه فيها و 500 حالة وفاة نتيجة انتشار وباء الكوليرا.[64][65][66]
- في يناير 2011، حضر حوالي 411 مواطن فنزويلي حفل زفاف في جمهورية الدومينيكان، حيث أكلوا سيفيتش (السمك الخام المطبوخ في عصير الليمون) في الاحتفال. وبحلول الوقت الذي عادوا فيه إلى كراكاس ومدن فنزويلية أخرى، عانى بعض هؤلاء المسافرين من أعراض الكوليرا. وبحلول 28 يناير / كانون الثاني، أكدت السلطات الصحية الفنزويلية ما يقرب من 111 حالة، والتي سرعان ما خصّصت رقم 800 للإبلاغ عن أي حالة يُشتبه في إصابتها بالكوليرا. وعلى الصعيد الدولي، أغلقت كولومبيا حدودها الشرقية ضد المهاجرين للتقليل من احتمالية انتقال الوباء إلى أراضيها. بدأ المسؤولون في جمهورية الدومينيكان دراسة واسعة النطاق على مستوى البلاد لتحديد سبب تفشى المرض، وحذروا السكان من الخطر الوشيك المرتبط باستهلاك الأسماك والمحار النيئة. وحتى 29 يناير / كانون الثاني 2011، لم يكن أي من الحالات في فنزويلا خطيرة، ولكن تم نقل مريضين إلى المستشفى. ونظرًا لسرعة تعاون الأهالي مع الحكومة في الإبلاغ عن الحالات المصابة وسرعة طلب المساعدة، تم احتواء الموقف ولم يتفشَ الوباء.[67]
- 2011: تفشى الوباء في نيجيريا وجمهورية الكونغو الديمقراطية. فقد عانت تلك الأخيرة من سنوات من الاضطراب بسبب الحرب. وتعرض الصومال لضربة مزدوجة من الكوليرا والمجاعة، المرتبطة بمخيمات اللاجئين، والصرف الصحي المحدود، والجفاف الشديد مما تسبب في المجاعة وخفض المقاومة.[68]
- عادت الكوليرا إلى جنوب الهند في عام 2012، حيث اعتُقد ذات مرة أنه تم القضاء عليها، في ولاية كيرلا الغنية نسبيًا. ويجري بناء المراحيض في محاولة لتحسين الصرف الصحي. ومن المفارقات أنه في حين كانت هذه المراحيض قيد الإنشاء، قام العمال بالتغوط وتلويث الآبار المجتمعية، مما تسبب في تفشي المرض.[69]
- أدى تفشي الكوليرا بين عامي 2011 و 2012 في العديد من الدول الأفريقية، في جميع المناطق باستثناء شمال أفريقيا، من بينها غانا إلى تدشين حملة مكثفة لغسل اليدين.[70] وفي سيراليون، تم الإبلاغ عن حوالي 500 21 حالة مصابة و290 حالة وفاة في عام 2012.[71]
- منذ عام 2010، تم الإبلاغ عن تفشيات الكوليرا المُميتة، وليست تلك فقط التي تؤثر على المسافرين، في هايتي وجمهورية الدومينكان وكوبا وفنزويلا والعراق ونيبال وباكستان وإيران وبنغلاديش وميانمار ولاوس وكمبوديا وفيتنام وأفغانستان والهند والصين ونيجيريا وسيراليون وكينيا وأوغندا وزمبابوي وزامبيا وأنغولا والصومال وإثيوبيا وكوت ديفوار وجمهورية الكونغو الديمقراطية والكونغو وموزمبيق وغانا وغينيا ومالي وأوكرانيا والنيجر.
- في 21 أغسطس / آب 2013، أصدرت وزارة الخارجية الأمريكية رسالة أمنية تحذر المواطنين الأمريكيين في كوبا من السفر إلى كوبا، أو تنقلهم إليها، بشأن تفشي الكوليرا في هافانا ، والتي قد تكون مرتبطة بتفشي وباء الكوليرا في شرق كوبا.[72]
- أدى تفشي وباء الكوليرا في غانا في عام 2014، الذي أصاب العاصمة أكرا، إلى مقتل ما يقرب من 100 شخص وأكثر من 11000 حالة بحلول أيلول / سبتمبر، ولكنه لم يلق انتباهًا إلى حد كبير لطغيان أخبار تفشي وباء فيروس الإيبولا في البلدان المجاورة عليه؛ ومع ذلك، فإن الكوليرا يمكن أن تقتل في ساعات، أسرع بكثير من الإيبولا. وفي عامي 2011 و 2012، بلغ عدد حالات انتشار وباء الكوليرا في غانا 16,000 حالة و 130 حالة وفاة.[73]
- سبتمبر 2015: استمر وباء الكوليرا في تنزانيا مما أدى إلى 13 حالة وفاة وحوالي 1000 حالة حتى الآن - وخاصة في دار السلام، مع وقوع ضحايا ومصابين أيضًا في موروغورو وإيرينغا، والناجمة عن سلالة O1 أوغاوا.[74] كان هناك تفشي سابق في منطقة بحيرة تنجانيقا، حدث بين اللاجئين الذين فروا من بوروندي، إذ تم الإبلاغ عن 30 حالة وفاة و 4400 حالة في مايو 2015.[75]

## حالات كاذبة
توجد أسطورة حضرية مستمرة تقول أن 90,000 شخص لقوا مصرعهم في شيكاغو من الكوليرا وحمى التيفوئيد في عام 1885، ولكن هذه القصة ليس لها أساس واقعي. في عام 1885، اجتاحت عاصفة نهر شيكاغو ونقلت الملوثات الموجودة به إلى بحيرة ميشيغان (بحيرة ميشيغين) والذي كانت بعيدة كل البعد عن إمدادات المياه في المدينة. وحيث أنه لم تكن الكوليرا موجودة في المدينة، لم تكن هناك وفيات متصلة بالكوليرا. ونتيجةً للتلوث، أدخلت المدينة تغييرات لتحسين علاجها للصرف الصحي وتجنب وقوع أحداث مماثلة.